# Бабаян, Карен Рштуниевич
Карен Рштуниевич Бабаян (арм. Կարեն Ռշտունու Բաբայան) (30 октября 1947, Ереван — 31 октября 2021, Ереван) ― советский и армянский врач-дерматолог, организатор здравоохранения, доктор медицинских наук (2002), профессор (2003).

## Биография
Родился 30 октября 1947 года в Ереване, Армянская ССР, СССР.
В 1971 году окончил Ереванский государственный медицинский институт. С 1972 года работал в отделении дерматологии городской больницы, в том же году стал член дерматовенерологической ассоциации Армении.
С 1987 по 1993 год работал главным дерматологом Еревана, в 1993 году назначен главным дерматологом Министерства здравоохранения Республики Армения. В том же году назначен директором Научно-исследовательского института дерматологии и инфекций, передаваемых половым путем Министерства здравоохранения Республики Армения.
В 2002 году защитил докторскую диссертацию на соискание учёной степени доктора медицинских наук. В 2003 году ему присвоено учёное звания профессора.
Член Международного союза борьбы с инфекциями, передаваемыми половым путем (с 2004 года).
Работы Карена Бабаяна касаются вопросов микологии, электронной микроскопии, кожных заболеваний, инфекционных кожных заболеваний, распространенности заболеваний, передающихся половым путем, эпидемиологии и профилактики, полового воспитания.
Соавтор «Сексуального словаря» (2003 г.), атласа «Сифилис» (1999 г.).
Умер от коронавируса COVID-19 31 октября 2021 года в Ереване.

## Награды
- Медаль Мхитара Гераци (2002 год)